# Eric Klarenbeek
Eric Klarenbeek (Amsterdam, 6 november 1978) is een Nederlandse ontwerper.

## Biografie
Eric Klarenbeek studeerde in 2003 af aan de Design Academy Eindhoven, waar aan hem de "Willie Wortel Prijs" werd uitgereikt, een prijs voor innovatief design van de Design Academy Eindhoven.
Zijn afstudeerproject "Poekie", half robot half kat, die in een permanente staat van slaap verkeert, kreeg veel media-aandacht in Nederland, maar internationale bekendheid kreeg hij met zijn oogsieraden Eye Jewellery, opgepikt door Li Edelkoort, The Times
Zijn andere afstudeerproject "The Floating Light Project", een lamp die zweeft op de warmte van zijn eigen peertje, werd opgepikt door Marcel Wanders en meerdere jaren geproduceerd onder zijn label Moooi.
Dit leidde tot de oprichting van designstudio, "Designers of the Unusual", samen met zijn partner en ontwerpster Maartje Dros. Sinds 2010 richten zij zich op de ontwikkeling van projecten op het grensvlak van natuur en (bio)technologie, om zo te komen tot nieuwe eco-technologische oplossing die zowel sociaal als ecologisch een positieve bijdrage leveren. Zo ontwikkelde zij als eerste ter wereld een 3D printer voor levende schimmels (mycelium), waar zij de "Mycelium Chair" mee printte, opgenomen in de vaste collectie van Centre Pompidou, evenals de ontwerpen op basis van algen die zij in Arles ontwikkelde, zijn door hen in de collectie opgenomen als door MoMA New York en Boijmans van Beuningen in Rotterdam.
Zij waren 7 jaar docent aan ArtEZ, de Hogeschool voor de Kunsten in Enschede, waar hij het ArTechLab heeft opgericht, een researchlab voor innovatieve materialen en technologie.
Sinds 2017 is hij met Maartje Dros docent aan de master Social Design aan de Design Academy in Eindhoven, en oprichter van het Biolab aldaar; Een Laboratorium waar zij studenten introduceren in het analyseren en kweken van materialen met (lokale) micro-organismen.
In 2017 en 2018 verhuisden zij met hun kinderen naar Arles in Frankrijk, waar zij het AlgenLab initieerde met en bij Atelier Luma. Een laboratorium, waar tot op heden onderzoek wordt gedaan naar de toepassing van lokale (micro)algen, zoals de thermoplastische biopolymeren die zij aldaar ontwikkelde, ter vervanging van fossiele plastics en waarmee zij o.a. de New Material Award wonnen.
Vanaf 2019 wonen zij weer in Nederland, waar zij zich met hun studio en partners richten op de verdere ontwikkeling, opschaling en implementatie van de zeewiercyclus in Nederland; CO2 en stikstof bindende biopolymeren die fossiele grondstoffen tzt moeten vervangen.

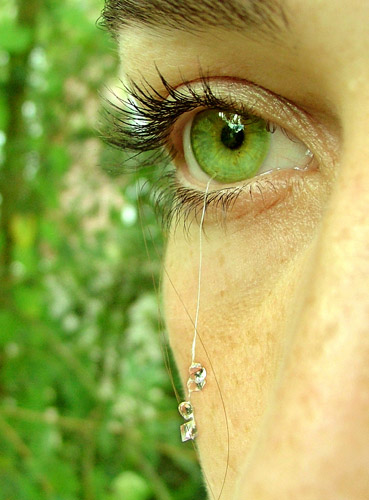
Eye Jewellery
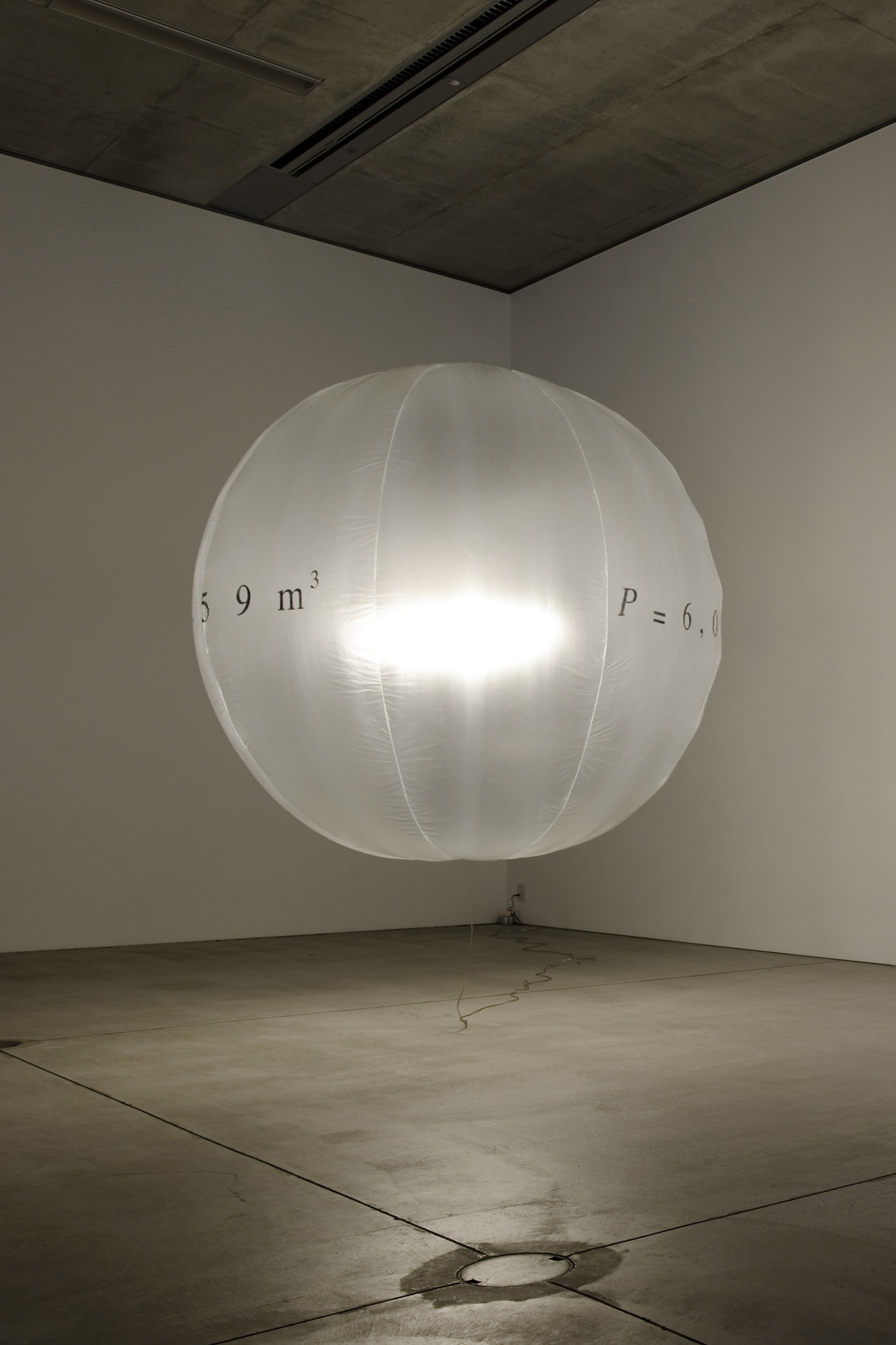
The Floating Light Project, een lamp die zweeft op zijn eigen warmte
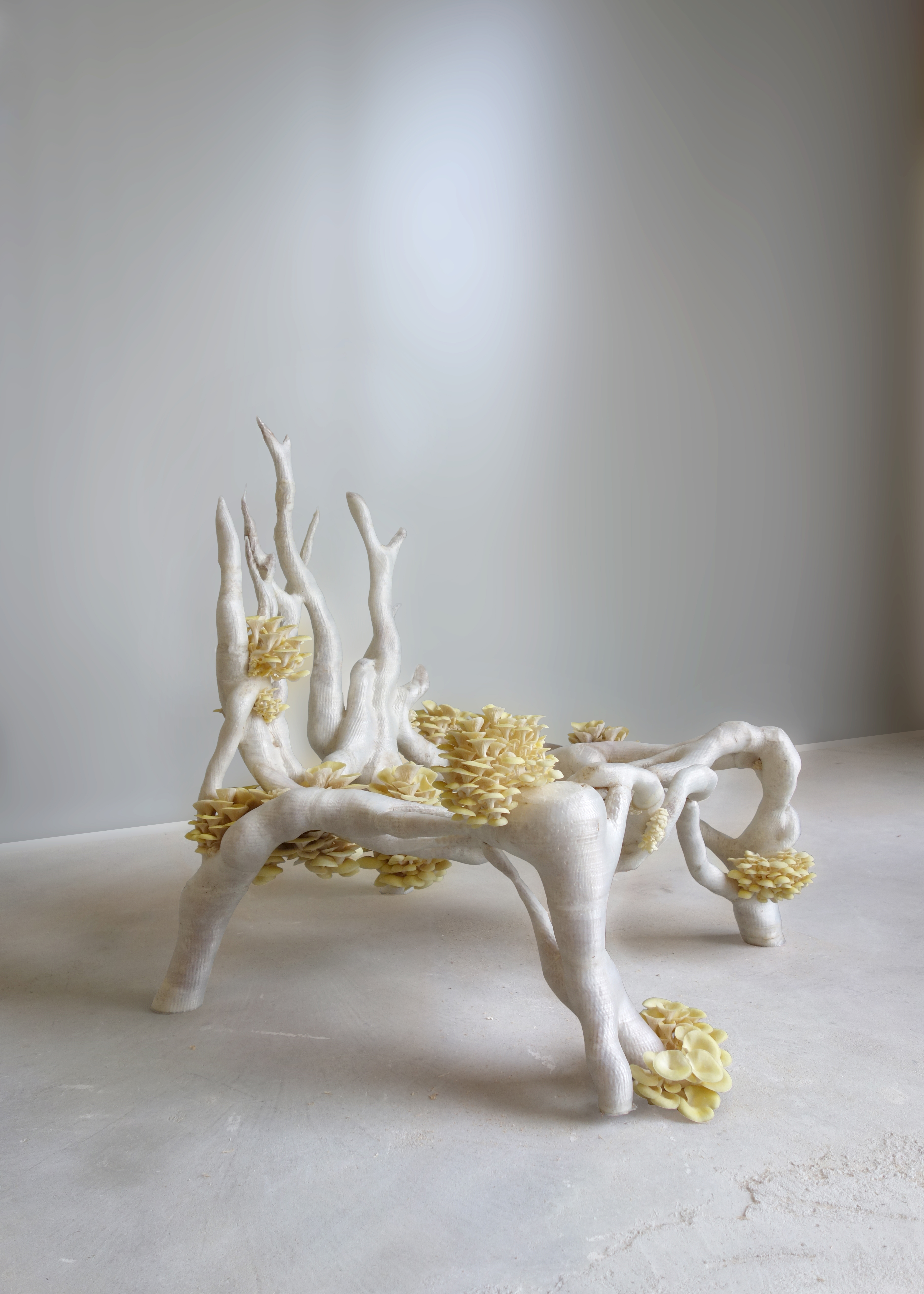
Mycelium Chair

## Korte Films
- TedX, Living design for local production[8]
- Work Survey i.s.m. Efrem Stein[9]
- The Eye Jewellery Project[10]